# Sośnik
Sośnik (dawniej niem. Kieferbusch'l) – niewielkie wzniesienie na wysokości 580–690 m n.p.m. znajdująca się w Masywie Śnieżnika w Sudetach, na terenie Śnieżnickiego Parku Krajobrazowego, którego granica biegnie u jego podnóża.

## Geografia i geologia
Sośnik stanowi fragment jednego z bocznych ramion Masywu Śnieżnika, który opada stromo do Rowu Górnej Nysy pomiędzy dolinami źródliskowymi potokami Cieszycy, poniżej Gawlika. W pobliżu znajduje się Przełęcz Koło Pompli. Sośnik zbudowany jest ze skał gnejsowych i porastają go bukowo-świerkowe lasy regla dolnego.